# Cementownia (Rejowiec Fabryczny)
Cementownia (dawn. Firlej Cementownia) – przemysłowa część Rejowca Fabrycznego, w województwie lubelskim, w powiecie chełmskim. Leży w zachodniej części miasta, wzdłuż ulicy Cementowej. Powstanie cementowni przyczyniło się do rozwoju sąsiednich podrejowieckich wsi, które w 1958 roku utworzyły Rejowiec Fabryczny. 
Dawniej obszar ten przynależał do w gminy Rejowiec w powiecie chełmskim w województwie lubelskim. Tam 20 października 1933 wszedł w skład nowo utworzonej gromady Morawinek w granicach gminy Rejowiec, składającą się z osady Morawinek, osady Firlej Cementownia oraz stacji kolejowej Rejowiec.
Podczas II wojny światowej w Generalnym Gubernatorstwie (dystrykt lubelski). Po wojnie powrócono do stanu sprzed wojny, a Morawinek (z Cementownią) stanowił jedną z 25 gromad gminy Rejowiec w województwie lubelskim
W związku z reorganizacją administracji wiejskiej jesienią 1954 Cementownia (jak część Morawinka) weszła w skład nowo utworzonej gromady Morawinek w powiecie chełmskim, dla której ustalono 26 członków gromadzkiej rady narodowej.
1 stycznia 1958 gromadę Morawinek przekształcono w osiedle o nazwie Rejowiec Fabryczny, przez co Cementownia stała się integralną częścią Rejowca Fabrycznego, a w związku z nadaniem Rejowcowi Fabrycznemu praw miejskich 18 lipca 1962 – częścią miasta.